# Calathea altissima
Calathea altissima är en strimbladsväxtart som först beskrevs av Eduard Friedrich Poeppig och Stephan Ladislaus Endlicher, och fick sitt nu gällande namn av Paul Paulus Fedorowitsch Horaninow. Calathea altissima ingår i släktet Calathea och familjen strimbladsväxter. Inga underarter finns listade.